# جزيرة كارني
جزيرة كارني 73°57′S 121°00′W / 73.950°S 121.000°W هي جزيرة مغطاة بالجليد، على بعد 110 كم وحوالي 8,500 كيلومتر مربع في المنطقة، ولكن مع جميع سواحلها الشمالية الواقعة ضمن الجرف الجليدي غيتز ، انتاركتيكا. وهي تقع بين جزيرة سيبل و جزيرة رايت على طول الساحل
أرض ماري بيرد
جزيرة كارني كان اسمها من قبل في اللجنة الاستشارية في الولايات المتحدة المعنية بالأسماء في أنتاركتيكا (الولايات المتحدة-ACAN) لالأدميرال روبرت ب. كارني (1895-1990) ، رئيس العمليات البحرية خلال تنظيم عملية العمق المتجمد السنة الجيوفيزيائية الدولية لعام 1957—1958.

## وانظر أيضا
- جزر أنتاركتيكا